# Codonopsis cordifolioidea
Codonopsis cordifolioidea là loài thực vật có hoa trong họ Hoa chuông. Loài này được P.C.Tsoong mô tả khoa học đầu tiên năm 1935.